# لويس ألبرتو بونيت
لويس ألبرتو بونيت (بالإسبانية: Luis Alberto Bonnet)‏ (27 أبريل 1971 ببوينس آيرس في الأرجنتين - ) هو مدرب كرة قدم ولاعب كرة قدم بيروفي وأرجنتيني في مركز الهجوم. لعب مع أتلتيكو أتلانتا وسيينسيانو ونادي سبورتينغ كريستال وGimnasia y Tiro ‏.

## وصلات خارجية
- لويس ألبرتو بونيت على موقع قاعدة بيانات كرة القدم.إي يو (الإنجليزية)